# Levasseur PL.4
El Levasseur PL 4 es un avión de reconocimiento diseñado por el constructor aeronáutico Pierre Levasseur que fue utilizado por la aviación naval francesa durante los años 1920. Fue también el biplano que equipó al Béarn, el primer portaaviones francés, a partir de mayo de 1928.

## Historia
El PL 4 era un biplano triplaza de observación y corrección de tiro artillero, catalogado como A.3/R.3B. Incorporaba planos con un acusado diedro, lo que le daba su característica apariencia. Al igual que su predecesor, el triplaza experimental Levasseur PL.3, incorporaba un fuselaje tipo casco llamado marino que le permitía al avión desprenderse de su tren de aterrizaje y sobrevivir a un amerizaje forzoso. El PL.4 no era sin embargo, un hidroavión, por lo que no podía volver a despegar después del amerizaje.
El primer vuelo del PL 4 fue en 1926 pero no empezó hasta 1928  a producirse en forma masiva, cuando la marina francesa ordenó la construcción de 30 unidades. A este pedido inicial se le sumarían otras nueve unidades solicitadas en 1929. Con ellos se equiparía la Escadrille 7R1 (más tarde 7S1) de la Aéronavale a bordo del Béarn y la sección de entrenamiento para este portaaviones, basada en el aeródromo de Hyeres-Palyvestre . El PL. 4 estaba propulsado por un motor Lorraine 12 Eb de 450 cv, tenía una envergadura de 14,60 m, un peso máximo en despegue de 2.640 kg y en su versión de serie alcanzaba una velocidad de 178 km/h. El armamento estaba compuesto normalmente por una ametralladora de 7,7 mm situada en la parte trasera de la cabina en afuste móvil.
El avión de récord Oiseau blanc o Levasseur PL.8, pilotado por  Charles Nungesser y François Coli, era una variación del PL.4.

## Especificaciones técnicas

### Características generales
- Tripulación: 3
- Carga: 2400 kg (5289,6 lb)
- Longitud: 9,67
- Envergadura: 14,6
- Altura: 3,85
- Superficie alar: 61 m² (656,6 ft²)
- Peso vacío: 1680 kg (3702,7 lb)
- Peso útil: 400 kg (881,6 lb)
- Peso máximo al despegue: 2400 kg (5289,6 lb)
- Planta motriz: 1× Motor en W de 12 cilindros Lorraine 12 Eb.
  - Potencia: 331 kW (444 HP; 450 CV)

### Rendimiento
- Velocidad crucero (Vc): 178 km/h
- Radio de acción: 900 km
- Techo de vuelo: 5.500 m